# دان فريد
دان فريد (بالإنجليزية: Dan Freed) هو رياضياتي وأستاذ جامعي أمريكي، ولد في 17 أبريل 1959.